# Mimi (skulptur)

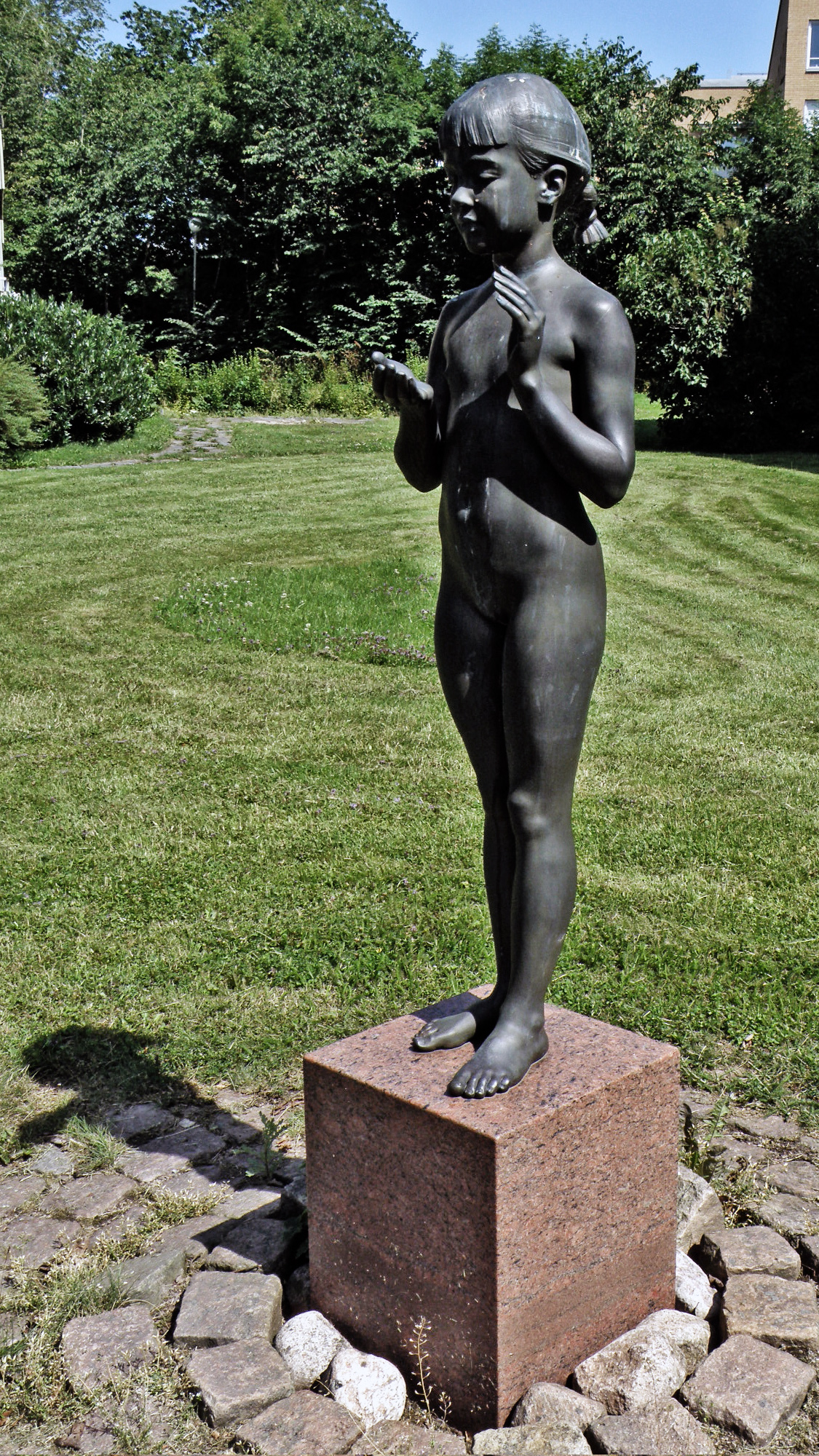
Skulpturen Mimi av Peter Linde.

Mimi är en skulptur av Peter Linde som föreställer en liten flicka med hästsvans, stående naken i helfigur. Hon ser ut att betrakta något som hon håller mellan sina händer. Mimi står på en granitsockel i Familjebostäders område i Kyrkbyn, Göteborg sedan 1996.
Ett exemplar av skulpturen finns i Östersund sedan 1995.
En klädd version finns vid gamla BB i Linköping.